# Ringwall Burgstall (Wildenberg)
Die Ringwall Burgstall befindet sich in der niederbayerischen Gemeinde Wildenberg im Landkreis Kelheim. Er liegt ca. 1700 m südöstlich von der Kapelle in Willersdorf, einem Ortsteil von Wildenberg, auf einem birnenförmigen Geländekegel. Die Anlage wird als „frühmittelalterlicher Ringwall, zugleich Siedlung des Neolithikums“ unter der Aktennummer D-2-7237-0099 im Bayernatlas aufgeführt.

## Beschreibung
Das Plateau eines von Steilhängen umgebenen Geländekegels besitzt eine Breite von 115 m und eine Länge von 180 m. Das Gelände fällt nach allen Seiten steil ab, aber an der Südostseite schafft ein 45 m langer und zum Teil künstlicher errichteter Geländerücken die Verbindung zu dem umliegenden Bereich. Auf beiden Seiten des Zugangsweges befindet sich ein bis zu 3 m breiter und 13 m langer Graben, dem ein Wallriegel vorgelagert ist. Unmittelbar beim Eingang zu dem Areal befindet sich ein kreisrunder Hügel mit einem Durchmesser von 9 m, der gegenüber der anderen Fläche um 0,6 m erhöht ist und in seiner Mitte ein 2 m tiefes Loch aufweist. Den Innenraum umzieht ein bis zu 2 m tiefer Hanggraben mit einem bis zu 1,2 m hohen Außenwall. An der Nordwestseite führt ein rezent angelegter Weg den Steilhang hinunter. 
Die Anlage liegt 100 m entfernt von einem Altweg, der von Regensburg über Langquaid nach Mainburg führte. Auch eine Trasse, die von den Donauübergängen bei Hienheim und Irnsing nach Rottenburg an der Laaber führte, konnte von hier aus eingesehen werden.

## Geschichte
Diese frühmittelalterliche Fortifikationsanlage wird 1671 erstmals als „Purkhstall“ erwähnt. Nach den Aufzeichnungen sollen viele Ziegelsteine von der „Schanze“ weggefahren worden sein und es soll Grundmauern aus Bruchsteinen geben. Bei Forstarbeiten um 1930 stieß man auf Hufeisen und andere Eisenreste. Dies weist auf eine Nutzung bis zum frühen Hochmittelalter hin. Auch bei Grabungen bei dem kreisrunden Gebilde im Eingangsbereich, eventuell der Platz eines runden Turms, wurden Holzreste gefunden, die als 700 bis 800 Jahre alt datiert wurden.
Historisch belegte Nachweise zu dieser Anlage liegen nicht vor. Allerdings hat es einen Ortsadel gegeben, der mit einem Eccolf und Hiltigrim von Willersdorf in einer Weltenburger Tradition 1180 aufscheint. Willersdorf war auch eine eigene Hofmark mit einem Gericht, Zehentabgaben und Eigenleuten. Ulrich der Achdorfer von Gitting hat diese Hofmark 1369 erheiratet und er und seine Frau Margret verkauften diese 1371. 